# コーヴ・ガーディアンズ
コーヴ・ガーディアンズとは、海洋保護団体「シーシェパード」の下部組織で、日本のイルカ追い込み漁に反対する「無限の忍耐作戦」を実行するための組織である。反イルカ漁・反捕鯨の映画『ザ・コーヴ』が公開された2010年に活動を開始した。日本では和歌山県東牟婁郡太地町で毎シーズン9月から翌年2月までの漁期の間、漁を阻止するための嫌がらせ（自称）を行う。

## 背景と歴史
シーシェパードは、2003年に太地町に一時滞在したが、その後、2010年までなりをひそめた。2009年に和歌山県太地町のイルカ追い込み漁を批判的に描いた映画『ザ・コーヴ』が公開されると、映画により、国内外の世論が喚起された。満を持して、シーシェパードは太地町でのイルカの殺戮を止めさせるという名目で、キャンペーンに世界中が参加するように呼びかけ、2010年から「コーヴ・ガーディアンズ」（「入り江の番人」という意味）を組織し、太地町に集めた活動家を送り込んだ。
その後、シーシェパードはこの作戦を「Operation Infinite Patience」（無限の忍耐作戦）と名付けた。この作戦は、シーシェパードの創設者ポール・ワトソンによれば、「嫌がらせ」と説明された。一方、エコテロリストについて著作のある産経新聞記者の佐々木正明によれば、支持者や寄付金収入を増やすためのシーシェパードの営業活動の一つだと説明された。
佐々木は、2010年以後は、「当初は、伝統的なイルカ漁を一方的な編集で批判した米アカデミー賞の『ザ・コーヴ』に触発されて、日本旅行のついでといった物見遊山的な参加者が多かったが、次第に、ワトソン代表の国際的な知名度やシーシェパードの勢力を利用して、素性のうかがいしれない世界各国の活動家が集う最前線と化した」と説明した。更に「シーシェパードは活動家を太地町に常駐させ、妨害するためのノウハウや漁師たちの情報などを蓄積」していると指摘し、「先輩活動家が 1 人いれば、長期滞在の衣服を詰め込んだカバン 1 つで日本にやってきて、初日から妨害に参加できる」と、コーヴ・ガーディアンズが行う作戦を解説した。
2014年に、スコット・ウエストやメリッサ・セーガルが上陸拒否となり、キャンペーンのリーダー格の人物が日本国内に不在となった。
2015年秋からは、作戦名が「Operation Henkaku」に改められた。

## 主要構成員
- スコット・ウエスト (Scott West) - キャンペーン・ディレクター[4]。2010年から太地町に滞在し、映画『Behind "the cove"』（2015年、監督・八木景子）、映画『the whale movie（仮称）』（2016年予定、監督・佐々木芽生）、NHKスペシャル『クジラと生きる』（2010年、NHK総合テレビジョン）などに出演した。2014年2月に法務省が上陸拒否[4]。
- マーティン・スチュアート (Martyn Stewart) - 英国放送協会 の映像制作者でもある。太地の映像を作った。2014年2月に法務省が上陸拒否[5]。
- メリッサ・セーガル (Melissa Sehgal) - キャンペーン・コーディネーター[6]、キャンペーン・リーダー[7]。アメリカ合衆国で逮捕歴がある。マスメディアの取材を受ける[6]。2014年12月に法務省が上陸拒否。
- デヴィッド・ハンス (David Hance) - メリッサ後のキャンペーンリーダー。2014年9月ごろから11月まで日本滞在[8]。映画「ビハインド・ザ・コーヴ」など出演。
- カレン・ハーゲン (Karen Hagen) - 2014年9月ごろから12月までの現地リーダー[9]。
- ブロンウィン (Bronwyn) - 2014年12月から2015年2月までの現地リーダー[10]。
- クリストフ (Kristof) - 2015年1月から3月までの現地リーダー[10]。
- メアリー・ギブソン (Mary Gibson) - 2015年9月ごろから11月まで現地リーダー[11]。

## 評価
名古屋大学准教授の野村康は、NHKスペシャル『クジラと生きる』などに映し出されたシーシェパードの活動家は、違法性が高い行為を日常的に繰り返しているとし、例として、Killer（殺し屋）などの様々な罵倒を長時間執拗に浴びせて挑発する行為や、漁業者の車両の前に座り込んだり、立ちふさがったりして、移動を妨げる業務妨害を挙げている。
野村は、太地町の漁業への被害、漁師への違法行為などの例を挙げながら、「個々の被害は大きくないものの、数日から数週間の短期滞在で次から次へと入れ替わりでやってくる活動家は、常時10人前後が漁の期間太地に滞在し、一年間に延べで100人以上にも達するため、積み重なるとその被害は深刻」とする旨を考察した。

## 主な逮捕
和歌山県警は2011年9月から2012年1月の間に軽犯罪法違反・和歌山県迷惑防止条例違反の疑いで、活動家に対して約25件の指導警告を行った。
- アレックス・コーネリソンとアリソン・ワトソン - 2003年11月、漁網を切断し、器物損壊容疑で逮捕[15]。
- アーウィン・フェルミューレン - 2011年12月、太地町で警備の男性の胸をついたとして暴行容疑で逮捕。2012年2月無罪判決[16]。
- ニルス・グレスキーズ - 太地町の公園で、2012年10月にモニュメントにぶら下がって壊した器物損壊罪で罰金刑[17]。

## 主な入国拒否
2013年 - 2014年
スコット・ウエスト、マーティン・スチュアート。
2014年1月から10月に、日本国政府はシーシェパードの幹部など8名を上陸拒否した。法務省入国管理局は、（渡航者の過去の訪日で）「国内での予定を正確に申告しなかったため」と理由を説明した。
2014年 - 2015年
メリッサ・セーガル
2015年 - 2016年
カレン・ハーゲン、リンダ・トラップ。